# Wauwatosa
Wauwatosa è una città degli Stati Uniti, situata nella contea di Milwaukee, nello Stato del Wisconsin.